# 阿列克谢·普什科夫

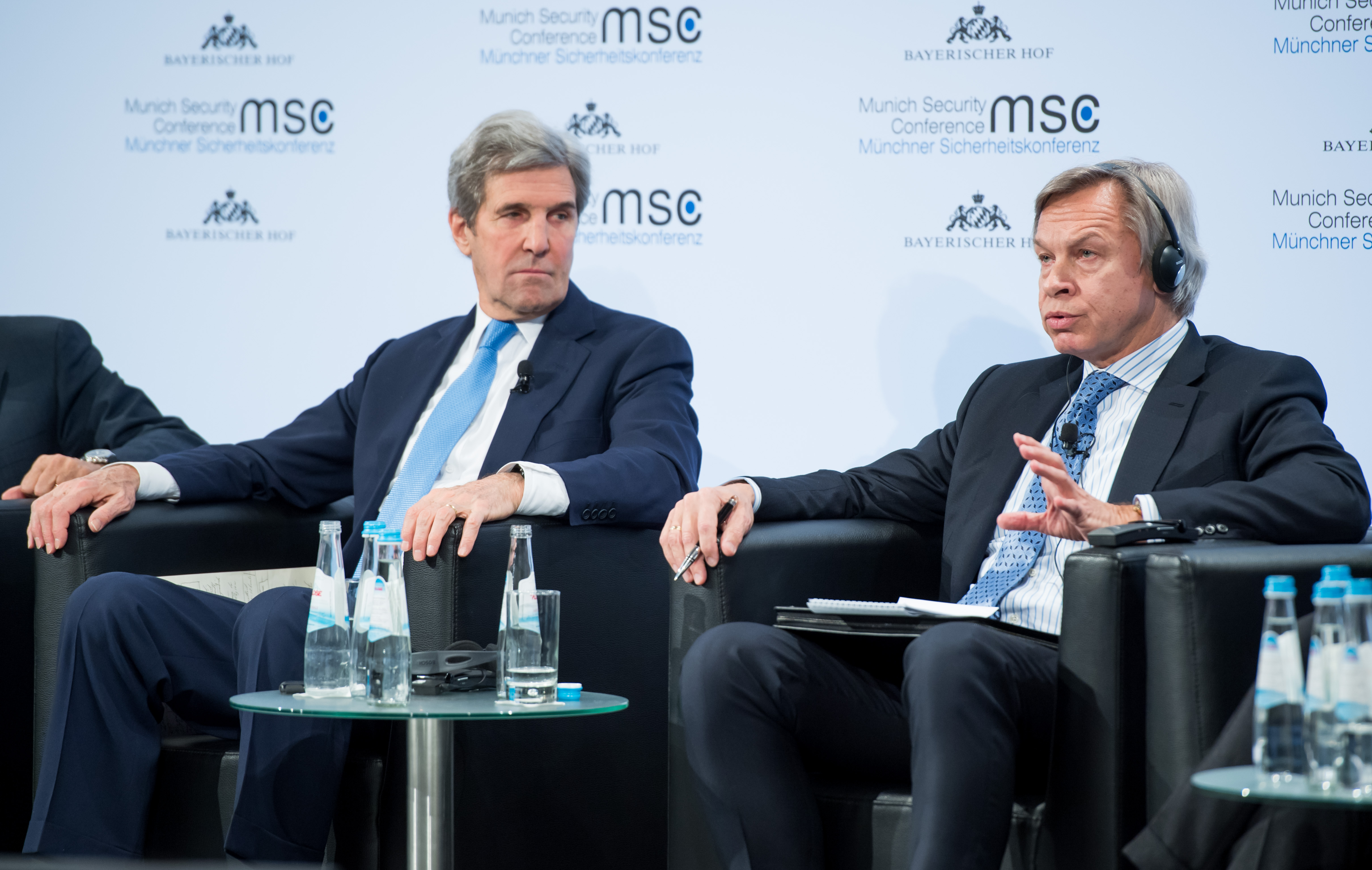
2018年与美国前国务卿約翰·福布斯·凱瑞合影

阿列克谢·康斯坦丁诺维奇·普什科夫（俄语：Алексей Константинович Пушков，1954年8月10日—），俄罗斯政治人物，俄罗斯联邦委员会议员。曾任国家杜马国际事务委员会主席。

## 生平
1954年生于北京。父亲是一名外交官，当时在苏联驻北京总领事馆工作。母亲是一名汉学家。1976年毕业于苏联外交部莫斯科国立国际关系学院国际关系专业。1979年获副博士学位。1983年至1988年，任《和平与社会主义问题》编辑。1988年至1991年，任苏联总统戈尔巴乔夫的撰稿人。1991年至1995年，任《莫斯科新闻》周刊副主编，负责国际事务。1993年至2000年，任卡内基国际和平基金会出版的《外交政策》杂志编辑委员会成员。1995年至1996年，任俄罗斯公共电视台副台长兼公共关系和媒体部门主任。1996年至1998年，任该电视台国际关系部门主任。1998年开始任中心电视台《附言》节目主持人。曾任《独立报》专栏作家。2005年起为伦敦国际战略研究所成员。2008年至2011年，任俄罗斯联邦外交部外交学院当代国际问题研究所所长。2011年，在国家杜马选举当选议员，并被任命为国家杜马国际事务委员会主席。2016年在彼尔姆选区当选俄罗斯联邦委员会议员。

## 言论
2014年，他曾建议乌克兰总统彼得·波罗申科撤换代理外长安德烈·杰希察，原因是他在试图劝阻乌克兰示威者时涉嫌使用粗俗语言形容俄罗斯总统弗拉基米尔·普京。他还表示，如果这个问题得不到解决，俄罗斯将有权切断对邻国的天然气供应。
2020年5月，他指出基辅的制裁不会伤害俄罗斯，而且不会给乌克兰带来任何好处。

## 家庭
- 父亲：康斯坦丁·米哈伊洛维奇·普什科夫（1921年－2019年）
- 母亲：玛格丽塔·弗拉基米罗芙娜·普什科娃（1927年－2007年）
- 妻子：尼娜·瓦西里耶芙娜·普什科娃（1953年4月6日－）

## 荣誉
- 三级祖国功勋勋章（2019年）[6]
- 四级祖国功勋勋章（2014年）
- 友谊勋章（2009年）
- 荣誉勋章（2007年）
- 俄罗斯联邦功勋文化工作者荣誉称号（2005年）